# Григорьевское (Великоустюгский район)
Григорьевское — деревня в Великоустюгском районе Вологодской области.
Входила в состав Нижнеерогодского сельского поселения, с точки зрения административно-территориального деления — в Нижнеерогодский сельсовет. В результате объединения Нижнеерогодского сельского поселения с Марденгским входит в состав Марденгского сельского поселения с административным центром в деревне Благовещенье.
Расстояние по автодороге до районного центра Великого Устюга — 38 км, до бывшего центра муниципального образования Лодейки — 1 км. Ближайшие населённые пункты — Выползово, Лодейка, Соловьёво, Рупосово, Малая Горка.
По переписи 2002 года население — 8 человек.